# سحرگهان

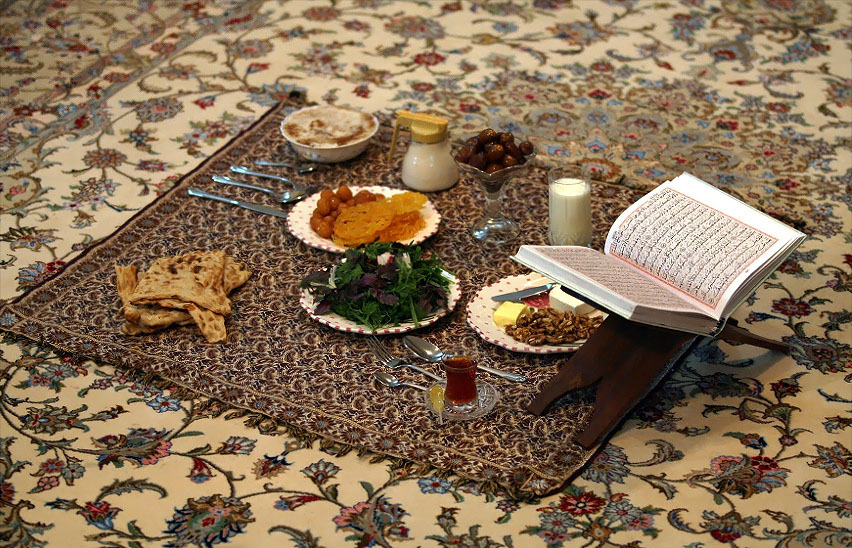
یک سفرهٔ افطار ایرانی در ماه رمضان

سحرگهان، قطعه آوازی مشهور با مضمونی مذهبی و در بزرگداشت نماز و اذان است که در اوایل انقلاب اسلامی ایران توسط قاسم رفعتی، خواننده و ردیف‌دان و با همکاری حسین صبحدل تهیه‌کننده رادیو در دستگاه بیات اصفهان اجرا شده‌است. سحرگهان از ماندگارترین آوازها در خاطره مشترک ایرانیان در لحظات سحرگاه و افطار ماه‌های رمضان دهه ۱۳۶۰ خورشیدی می‌باشد.

## شعر آواز
متن سحرگهان در ۵ بیت در قالب قطعه با محتوای عرفانی سروده شده‌است:
| سحرگهان که مؤذن برآورد آواز     |  | به روی دل شود(م هر) (از حق) در عنایت باز |
| برآورند مناجاتیان قدس خروش      |  | زنند بر صف روشندلان صلای نماز            |
| بیا به مجمع ایمانیان یکدل و دین |  | که این گروه به یک قبله می‌کنند نماز       |
| مقام امن الهی منادی توحید       |  | عزیز تر حرم کبریا حریم نماز              |
| ز خواب بخت بلندم به کوتهی گرود  |  | بگو مؤذن خوش لهجه برکشد آواز             |

## پیدایش
سحرگهان یک قطعه آواز است که هیچ گونه موسیقی و افکتی ندارد و به همان صورتی شنیده می‌شود که در ابتدا ضبط شده‌است. رفعتی در این باره بیان می‌کند: اسدالله ملک، از دوستان و همکاران خوب من بود. نوار سحرگهان را از من گرفت که برای صدای من ساز بزند. یک‌ماهی نوار دستش بود ولی بعد آن را پس‌داد و گفت: رفعتی‌جان، این قطعه هیچ احتیاجی به ساز ندارد و همین‌طوری کامل کامل است.
قاسم رفعتی در آن زمان در رادیو کار می‌کرد و دوستان بسیاری در رادیو داشت که حسین صبحدل از تهیه‌کنندگان قدیمی رادیو از جمله این دوستان بودند. این آواز برای اولین بار در آستانه ماه رمضان در سال ۱۳۵۸ یا ۱۳۵۹ در حسینیه ارشاد تهران اجرا شد. قاسم رفعتی در خصوص نحوه اجرای این آواز در آن زمان می‌گوید:
اوایل پیروزی انقلاب اسلامی بود که قرار بر این شد تعدادی آثار با موضوع مناجات‌های مختلف ماه مبارک رمضان تولید شود که قطعه «سحرگهان» یکی از همین آثار بود… حسین صبحدل که از سال‌های پیش با هم دوست بودیم، مرا به ناهار دعوت کرد؛ ناهاری در حسینیه ارشاد و اصلاً فکر نکنید برنامه‌ای آنجا برگزار می‌شد یا مناسبتی بود. آن روز حسینیه ارشاد خالی خالی بود، مثل یک سالن سینمای خالی. صبحدل با یک دستگاه ریل ضبط صوت و چند قطعه شعر آمده بود. با هم ناهار خوردیم؛ نان و پنیر و هندوانه. گپ زدیم و او چند شعر به من داد. از من خواست یکی از آنها را برای ضبط یک مناجات سحرگاهی بخوانم. نگاهی به شعرها انداختم و نمی‌دانم در آن لحظه چه حس و حالی داشتم یا به چه فکر می‌کردم یا به چه دلیل یکی از شعرها نظرم را جلب کرد؛ شعر سحرگهان.
شعر را خواندم و با آواز زمزمه کردم. بعد از سال‌ها کسب تجربه، می‌دانستم که بیات اصفهان برای خواندن این شعر مناسب است. دست آخر زدم زیر آواز و با صدای بلند آن را خواندم بی‌خبر از این‌که صبحدل داشت صدایم را ضبط می‌کرد. وقتی تمام شد، آن را گوش کردیم و هر دو راضی بودیم.
به این ترتیب یکی از ماندگارترین مناجات‌های سحرگاهی در تاریخ موسیقی معاصر ضبط شد و از شبکه‌های رادیو و تلویزیون به خانه‌های مردم ایران راه پیدا کرد…
آواز سحرگهان تا به امروز بازخوانی نشده‌است و قاسم رفعتی گاهی آن را در برخی مجالس مانند مراسم بزرگداشتش در تالار وحدت خوانده‌است. سراینده قطعه سحرگهان ناشناس است و با وجود تلاش قاسم رفعتی و برخی دیگر برای یافتن هویت شاعر این قطعه شعر، نام و نشانی از وی تاکنون یافت نشده‌است و به صورت معما باقی مانده‌است.